# 佘山高爾夫俱樂部
佘山高爾夫俱樂部，於2004年建立，位於上海西郊的佘山，是上海首個私人擁有的高爾夫球場，由设计师尼尔逊·哈沃斯设计，球场总面积2,200亩，共18個球洞，全長超過7,266碼，是林克斯类型的球场。自2005年起，該球會都是滙豐冠軍賽的舉辦場地。它曾獲《高爾夫大師》2012－13年度世界百佳球場，以及《高爾夫》雜誌評為2017－18年度中國十佳球會之一。